# Đậu nướng
Đậu nướng là một món ăn truyền thống chứa đậu trắng được luộc chín và sau đó nướng ở nhiệt độ thấp trong một thời gian dài với một số loại nước sốt. Đây là cách chế biến món ăn thông thường ở Hoa Kỳ khi không sử dụng đậu đóng hộp. Ở Vương quốc Anh, món ăn này đôi khi được nướng, nhưng thường được hầm trong nước sốt. Đậu nướng đóng hộp không nướng mà được làm chín qua quá trình hấp.
Đậu nướng có nguồn gốc từ ẩm thực của thổ dân châu Mỹ, và món ăn này được làm từ đậu bản địa của châu Mỹ. Món ăn này đã được những người thực dân Anh ở New England áp dụng và thích nghi vào thế kỷ 17 và thông qua sự trợ giúp của những cuốn sách dạy nấu ăn xuất bản vào thế kỷ 19, món ăn này đã lan sang các vùng khác của Hoa Kỳ và vào Canada.  Ngày nay ở vùng New England của Hoa Kỳ, nhiều loại đậu bản địa vẫn được sử dụng khi chế biến món ăn này trong nhà hàng hoặc trong gia đình, chẳng hạn như gia súc của Jacob, đậu lính, đậu mắt vàng và đậu hải quân (còn được gọi là đậu bản địa đậu).
Ban đầu đậu nướng được làm ngọt bằng siro phong bởi người Mỹ bản địa, một số công thức nấu ăn vẫn tuân theo truyền thống, nhưng một số thực dân Anh đã biến đổi chất làm ngọt thành đường nâu vào đầu thế kỷ 17. Vào thế kỷ 18, quy ước sử dụng mật đường do Mỹ sản xuất như một chất làm ngọt ngày càng trở nên phổ biến để tránh thuế đường của Anh. Đậu nướng Boston của Mỹ sử dụng nước sốt được chế biến từ mật mía và thịt lợn muối, sự nổi tiếng của chúng đã khiến thành phố được đặt biệt danh là "Beantown". Ngày nay đậu nướng thường được phục vụ trên khắp nước Mỹ cùng với các món nướng nhiều loại và trong các buổi dã ngoại. Đậu sốt đường nâu, đường hoặc xi-rô ngô (đôi khi có và đôi khi không có nhân cà chua) được bán rộng rãi trên khắp Hoa Kỳ. Công ty Anh em nhà Bush hiện bán đậu nướng nhiều nhất ở Hoa Kỳ.
Đậu nướng đóng hộp được sử dụng như một loại thực phẩm tiện lợi, và hầu hết các loại đậu nướng đóng hộp thương mại được làm từ đậu ha mơ, còn được gọi là đậu hải quân (một loại của Phaseolus vulgaris) trong nước sốt. Chúng có thể được ăn nóng hoặc lạnh, ngay từ trong lon, vì chúng đã được nấu chín hoàn toàn. Công ty HJ Heinz Company bắt đầu sản xuất hàng loạt đậu nướng đóng hộp ở Hoa Kỳ vào năm 1895. Vào đầu thế kỷ 20, đậu nướng đóng hộp trở nên phổ biến trên toàn thế giới, đặc biệt là ở Vương quốc Anh, nơi lượng đậu nướng đóng hộp lớn nhất hiện được tiêu thụ như một phần của bữa sáng đầy đủ tiêu chuẩn kiểu Anh.

## Nguồn gốc và lịch sử ở Châu Mỹ

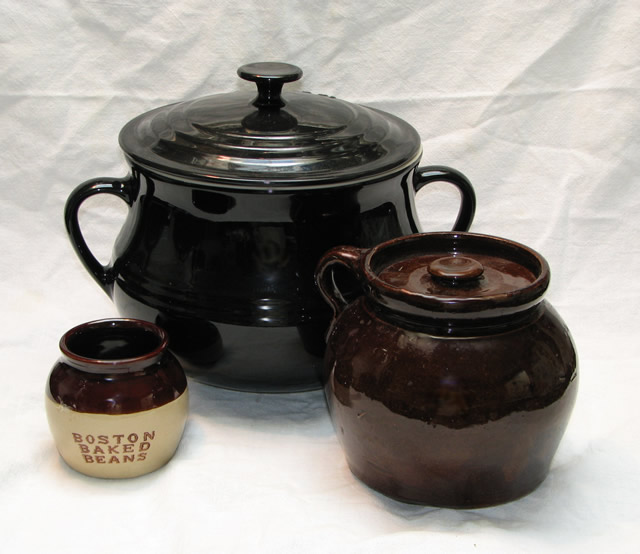
Ba cái đậu dùng để nấu đậu nướng tự làm. Chiếc nhỏ được tráng men với dòng chữ "Boston Naked Beans"

## Lịch sử sản xuất thương mại và tiêu dùng quốc tế

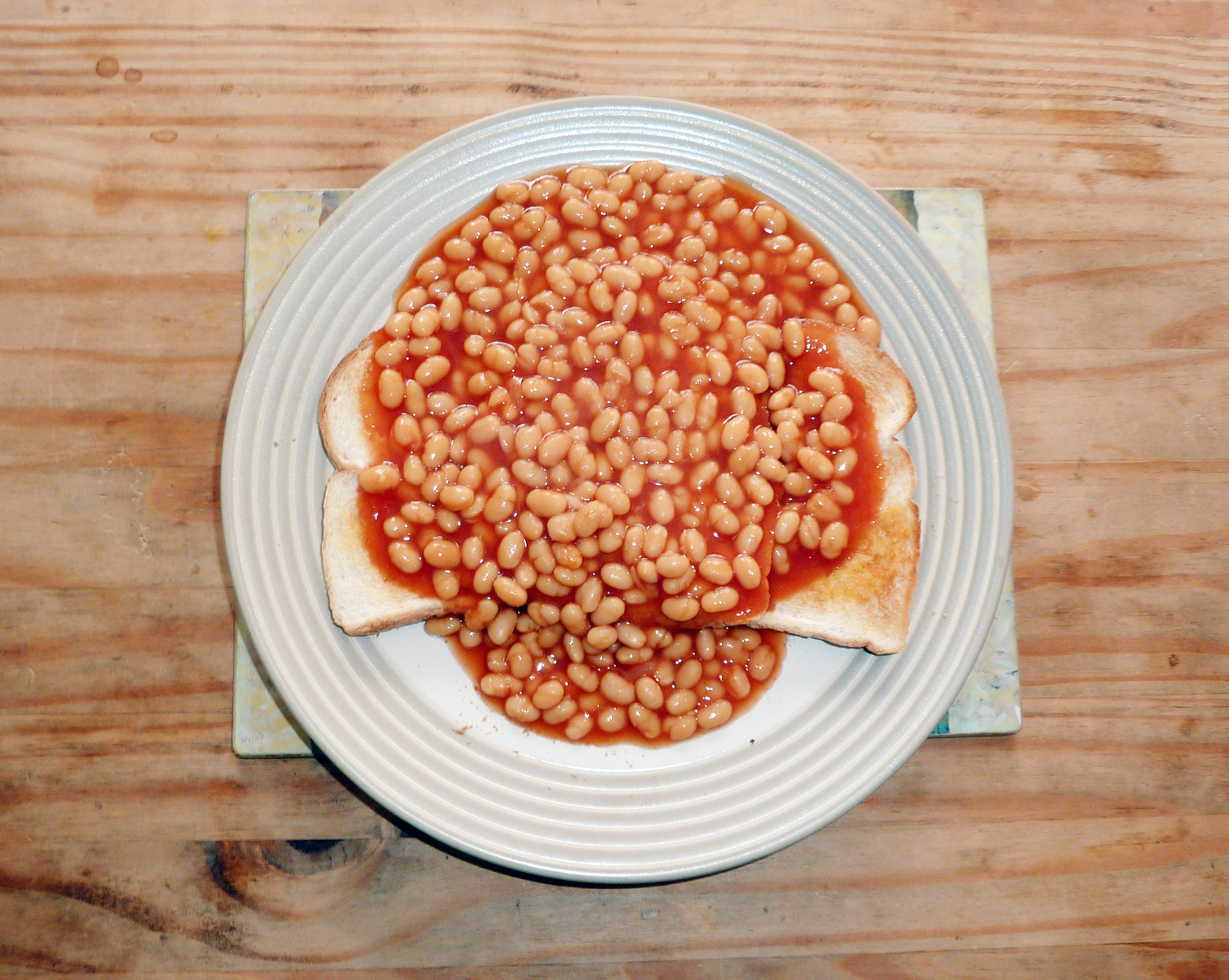
Đậu trên bánh mì nướng

### Vòng quanh thế giới

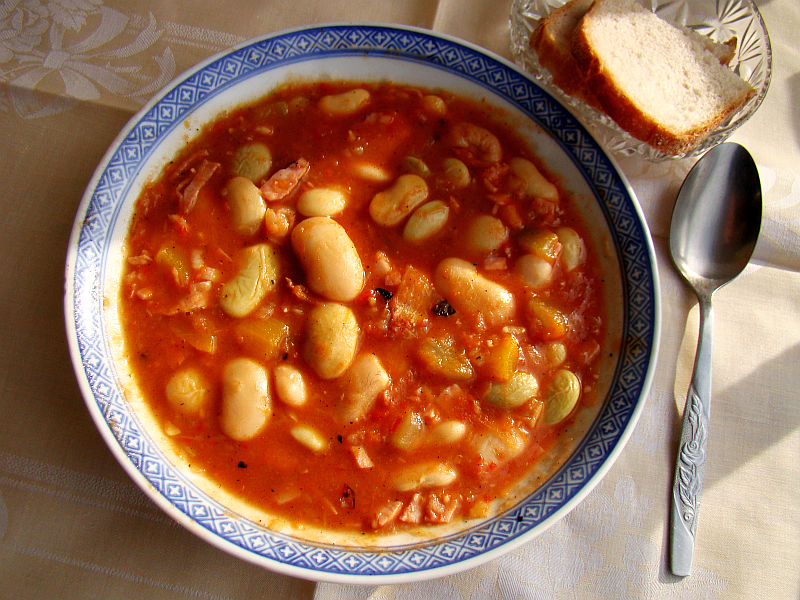
Đậu nướng Ba Lan tự làm, Fasolka po bretońsku.